# Tournoi d'ouverture du championnat du Chili de football 2005
Navigation
Tournoi précédent Tournoi suivant
Le tournoi d'ouverture de la saison 2005 du Championnat du Chili de football est le premier tournoi de la soixante-treizième édition du championnat de première division au Chili. 
La saison sportive est scindée en deux tournois saisonniers, Ouverture et Clôture, qui décerne chacun un titre de champion. Le fonctionnement de chaque tournoi est le même ; une première phase voit les vingt équipes réparties en quatre poules où elles affrontent les autres équipes une seule fois, dix équipes se qualifient pour la seconde phase, jouée en matchs à élimination directe. Le vainqueur du tournoi d'Ouverture se qualifie pour la Copa Libertadores 2006 et est protégé de la relégation en fin de saison, tout comme le finaliste.
La relégation est décidée à l'issue du tournoi de Clôture. Un classement cumulé des deux tournois est effectué et les deux derniers de ce classement sont relégués et remplacés par les deux meilleures équipes de Segunda Division, la deuxième division chilienne.
C'est le club d'Unión Española qui remporte le tournoi après avoir battu le CD Coquimbo Unido en finale. C'est le sixième titre de champion du Chili de l'histoire du club, le premier depuis 1977.

## Les clubs participants
| - Colo Colo - CD Universidad Católica - CF Universidad de Chile - Unión San Felipe - CD Coquimbo Unido - CSD Rangers - Club de Deportes Cobreloa - Club Deportivo Huachipato - CD Everton de Viña del Mar - Deportes Melipilla - Promu de Segunda División | - Club de Deportes Cobresal - Unión Española - Deportes Temuco - Audax Italiano - Club Deportivo Palestino - CD Puerto Montt - Deportes La Serena - Club Deportes Concepción - Promu de Segunda División - CD Universidad de Concepción - Santiago Wanderers |

## Compétition
Le barème utilisé pour établir le classement est le suivant :
- Victoire : 3 points
- Match nul : 1 point
- Défaite : 0 point

### Première phase
Les premiers de chaque poule et les deux meilleurs deuxièmes se qualifient pour le premier tour, plus le meilleur troisième et quatrième.
| Rang | Équipe                    | Pts | J  | G  | N | P  | Bp | Bc | Diff |
| ---- | ------------------------- | --- | -- | -- | - | -- | -- | -- | ---- |
| 1    | Colo Colo                 | 32  | 19 | 9  | 5 | 5  | 34 | 24 | +10  |
| 2    | Club Deportivo Huachipato | 31  | 19 | 10 | 1 | 8  | 31 | 28 | +3   |
| 3    | Unión San Felipe          | 18  | 19 | 5  | 3 | 11 | 16 | 26 | -10  |
| 4    | Deportes MelipillaP       | 17  | 19 | 4  | 5 | 10 | 14 | 30 | -16  |
| 5    | Audax Italiano            | 16  | 19 | 3  | 7 | 9  | 22 | 32 | -10  |

| Rang | Équipe                     | Pts | J  | G  | N | P  | Bp | Bc | Diff |
| ---- | -------------------------- | --- | -- | -- | - | -- | -- | -- | ---- |
| 1    | Club de Deportes CobreloaT | 33  | 19 | 10 | 3 | 6  | 35 | 29 | +6   |
| 2    | CD Coquimbo Unido          | 29  | 19 | 9  | 2 | 8  | 27 | 29 | -2   |
| 3    | Deportes La Serena         | 26  | 19 | 7  | 5 | 7  | 28 | 35 | -7   |
| 4    | Santiago Wanderers         | 23  | 19 | 7  | 2 | 10 | 28 | 30 | -2   |
| 5    | CD Puerto Montt            | 18  | 19 | 5  | 3 | 11 | 30 | 36 | -6   |

|  | Qualification pour la seconde phase               |
|  | T : Tenant du titre P : Promu de Segunda Division |

| Rang | Équipe                       | Pts | J  | G | N | P  | Bp | Bc | Diff |
| ---- | ---------------------------- | --- | -- | - | - | -- | -- | -- | ---- |
| 1    | Unión Española               | 26  | 19 | 7 | 5 | 7  | 32 | 31 | +1   |
| 2    | Club Deportes ConcepciónP    | 25  | 19 | 6 | 7 | 6  | 20 | 21 | -1   |
| 3    | CD Universidad de Concepción | 22  | 19 | 6 | 4 | 9  | 23 | 31 | -8   |
| 4    | Club Deportivo Palestino     | 21  | 19 | 6 | 3 | 10 | 21 | 28 | -7   |
| 5    | Deportes Temuco              | 17  | 19 | 3 | 8 | 8  | 24 | 31 | -7   |

| Rang | Équipe                     | Pts | J  | G  | N | P | Bp | Bc | Diff |
| ---- | -------------------------- | --- | -- | -- | - | - | -- | -- | ---- |
| 1    | CD Universidad Católica    | 44  | 19 | 14 | 2 | 3 | 39 | 13 | +26  |
| 2    | CF Universidad de Chile    | 39  | 19 | 12 | 3 | 4 | 36 | 19 | +17  |
| 3    | Club de Deportes Cobresal  | 32  | 19 | 9  | 5 | 5 | 32 | 25 | +7   |
| 4    | CD Everton de Viña del Mar | 30  | 19 | 8  | 6 | 5 | 32 | 27 | +5   |
| 5    | CSD Rangers                | 28  | 19 | 7  | 7 | 5 | 24 | 23 | +1   |

- Le CD Universidad Católica et le CF Universidad de Chile, respectivement premier et deuxième meilleur club à l'issue de la première phase, obtiennent leur qualification pour la prochaine Copa Sudamericana.

### Seconde phase
Tour préliminaire :
| Équipe 1                 | Résultat | Équipe 2                   |
| ------------------------ | -------- | -------------------------- |
| CD Coquimbo Unido        | 2 - 1    | CD Everton de Viña del Mar |
| Club Deportes Concepción | 4 - 3    | Club de Deportes Cobresal  |

Quarts de finale :
| Équipe 1                  | Résultat      | Équipe 2                  | Aller | Retour |
| ------------------------- | ------------- | ------------------------- | ----- | ------ |
| CD Coquimbo Unido         | 2 - 1         | Club de Deportes Cobreloa | 1 - 0 | 1 - 1  |
| Club Deportes Concepción  | 2 - 6         | CD Universidad Católica   | 1 - 2 | 1 - 4  |
| Club Deportivo Huachipato | 5 - 0         | Colo Colo                 | 4 - 0 | 1 - 0  |
| Unión Española            | 2 - 2 3-2 tab | CF Universidad de Chile   | 1 - 2 | 1 - 0  |

Demi-finales :
| Équipe 1          | Résultat       | Équipe 2                  | Aller | Retour |
| ----------------- | -------------- | ------------------------- | ----- | ------ |
| CD Coquimbo Unido | 3 - 2          | Club Deportivo Huachipato | 2 - 1 | 1 - 1  |
| Unión Española    | 1 - 1 10-9 tab | CD Universidad Católica   | 0 - 0 | 1 - 1  |

Finale :
| 3 juillet 2005 | Unión Española | 1 - 0 | CD Coquimbo Unido | Estadio Santa Laura, Santiago du Chili      |                                             |
|                | Neira 76e      |       |                   | Spectateurs : 15 000 Arbitrage : Pablo Pozo | Spectateurs : 15 000 Arbitrage : Pablo Pozo |

| 9 juillet 2005 | CD Coquimbo Unido | 2 - 3 | Unión Española                             | Estadio Francisco Sánchez Rumoroso, Coquimbo  |                                               |
|                | Robles 13e, 62e   |       | Neira 43e · Ribera 52e · Sierra 88e (pen.) | Spectateurs : 15 000 Arbitrage : Rubén Selman | Spectateurs : 15 000 Arbitrage : Rubén Selman |

## Bilan du tournoi
| Championnat du Chili de football 2005 |                           |
| Champion                              | Unión Española (6e titre) |
| Qualifications continentales          |                           |
| Copa Libertadores 2006                | Unión Española            |
| Copa Sudamericana 2005                | CD Universidad Católica   |
| Copa Sudamericana 2005                | CF Universidad de Chile   |
| Promotions et relégations             |                           |
| Promus en Primera División            | Aucun                     |
| Relégués en Segunda División          | Aucun                     |